# 失禮
失禮或失禮情境（法語：Faux pas；/ˌfoʊˈpɑː/，眾數：faux pas /ˌfoʊˈpɑːz/），亦作“脫序”、“失策”、“失足”、“失態”或“失腳”，在粵語有形容詞「騎呢」，用來形容別人衣著打扮突兀或不得體，又或指人舉止笨拙、性格古怪，違反了公認的社會規範、標準的習俗、禮儀的規則。在台語中，失禮一詞亦用於表示道歉（臺羅：sit-lé）。

## 有關騎呢
「騎呢」本字有說是「奇離」源自「奇幻迷離」的縮寫，指怪異不尋常，而無法辨識的意思。亦有引述章太炎的《新春秋》，指該詞本來是文言文裏面的「痀僂」，源於「婁丠」，指駝背的人。因為古人傾向將身體缺陷、智力魯鈍與外表醜陋混為一談，所以該詞語揉合了上述幾種意思。
騎呢的說法，在1997-1998年左右開始於香港流行，電台DJ快、慢必與演藝界人士頻頻使用，逐漸在傳媒間流行。這個詞語有多種寫法，可以寫作「騎喱」、「奇離」等，甚不統一。現代社會很多人講求標奇立異的個性，寧願被人形容為騎呢，都勝於好像倒模生產出來般平庸；所以騎呢一詞，又染上一點黑色自嘲的意味，自認騎呢者，有時以古代竹林七賢自居，畸零之餘夠特別。
在講求政治正確的現代社會，如果貶低身體有缺陷、智力魯鈍或外表醜陋者，都是歧視的態度，不單沒教養，而且在社會機構與團體運作中，容易遭人投訴。

## 外交用法
在外交學上，“失禮”，這個詞有特別意義，指一些外交或國與國交際間的一些行為一旦走錯一步，令事情整個脫線。法语中faux pas這個詞語已有三百多年的歷史。

## 社會學分析
身體缺陷、智力魯鈍，與外表醜陋，本來是很不同的事。社會把「不標準」的情況統統歸為一類：騎呢/痀僂。為甚麼會被混為一談呢？
根據福柯在《瘋顛與文明》的分析，人類有一種常見的心理結構，在「正常」與「不正常」之間畫一條線。透過強調「不正常」者多麼反常，例如監禁他們、醫治他們、懲罰他們，行動者其實同時在肯定自己「正常」的身分。在中世紀歐洲，精神病與痲瘋病人受到的嚴苛的隔離，超過實際病癥的影響，反映社會掌權者需要透過放逐畸零的異類，加強肯定社會的核心價值。
根據人類學家瑪麗·道格拉斯（Mary Douglas）在《Purity and Danger: An Analysis of Concepts of Pollution and Taboo》(1966) 一書的分析，凡不能簡單分類的物品，人類在進行認知時，潛意識通常覺得這類物品有危險，需要隔離或敬而遠之。她認為《聖經》的舊約律法，將數以百計的飛禽走獸看為「不潔淨」、不符合教規的食物 (猶太教)，是因為這些事物難以簡單歸入當時的主要動植物分類，對當時的社會秩序構成威脅。同樣，昔日倫敦塔隔離著皇室珠寶、猛獸與政治犯，分別屬於性質很不同的事物，但因為統屬「難以分類/需要隔離」的社會危害，所以被一併放在一處嚴加看守。

## 參看
- 衣服滑落